# 何同璽
何 同璽（か どうじ、1970年10月2日 - ）は、日本・中国の実業家。イントランス代表取締役社長。

## 概要
中国の天津生まれ。南開中学校を卒業。1989年、北京大学に入学。1994年、卒業。トヨタ自動車中国支部へ就職。早稲田大学経営大学院ビジネススクール〈MBS〉に入学。2003年4月、株式会社オリエンタル・ソリューション取締役に就任。2004年9月、ETモバイルジャパン株式会社を創業〈代表取締役〉。中国でOTA(Online Travel Agent)事業を設立。2008年9月、北京逸行国際旅行社有限公司執行董事(現任)。2012年3月、北京逸行之旅信息科技有限公司董事長(現任)。2016年9月、瀛之行(上海)国際旅行社有限公司執行董事(現任)。2018年2月、株式会社いるかラボ代表取締役（現任）。2018年9月、合同会社インバウンドインベストメント職務執行者(現任)。一部を楽天グループに売却後にホテル事業に進出。2019年6月、イントランス取締役に就任。10月、株式会社イントランスホテルズアンドリゾーツ取締役(現任)。2020年5月、ホスピタリティインベストメント合同会社職務執行者(現任)。9月、ジャパンホテルインベストメント株式会社取締役(現任)。2021年3月、株式会社日本遊代表取締役(現任)。2022年9月、ジャパンホテルオペレーションズ株式会社取締役(現任)。2023年6月22日、イントランス代表取締役に就任。一般社団法人Keystone 代表理事(現任)。2024年3月28日、北海道ボールパークホテル（仮称:2027年3月開業予定:北広島市〉にバンヤン・グループホテルの誘致を決定。9月17日、宿泊施設の予約・販売管理システム『TL-リンカーン』と9月17日より連携開始。2025年7月14日、ニュー・グリーンピア津南〈新潟県津南町〉の売却、優先交渉先に選定される〈英国系ブランドホテル誘致の方向〉。